# Lipinia venemai
Lipinia venemai är en ödleart som beskrevs av  Leo Daniël Brongersma 1942. Lipinia venemai ingår i släktet Lipinia och familjen skinkar. Inga underarter finns listade i Catalogue of Life.